# Meroktenos
Meroktenos („bestie se stehny“; název odkazuje na velkou stehenní kost) byl rod vývojově primitivního sauropodomorfního dinosaura, objeveného roku 1959 v Lesothu (nedaleko vsi Thabana Morena, odtud druhové jméno). Původně byl označován jako Melanorosaurus nebo neoficiálně jako "Kholumolumosaurus", v roce 2016 však získal formálně vlastní rodové jméno Meroktenos. Holotyp nese katalogové označení MNHN.F.LES 16 a pochází ze sedimentů souvrství (Svrchní) Elliot o stáří 216,5 až 201 milionů let (geologické stupně/věky nor až rhét).

## Velikost a vývojové vazby
Vzhledem k délce stehenní kosti, která činí asi 48 centimetrů, je celková délka těla tohoto menšího sauropodomorfa odhadována asi na 4 metry. Z hlediska vývojových vazeb má Meroktenos blízko k rodům Blikanasaurus, Aardonyx, Antetonitrus a Melanorosaurus, přičemž patří mezi bazální (vývojově primitivní) sauropodomorfy.